# Robert R. Caldwell
Robert R. Caldwell   (segle XX) és un físic teòric estatunidenc i professor de físiques i astronomia a la Universitat de Dartmouth. La seva recerca s'ha focalitzat en cosmologia i gravitació. És conegut principalment per la seva feina en teories d'acceleració còsmica, en particular energia fosca, quintaessència, i Big Rip.
Caldwell es va llicenciar en físiques i francès a la Universitat Washington a Saint Louis el 1987, i es va doctorar a la Universitat de Wisconsin-Milwaukee el 1992. Va ser investigador postdoctoral a Fermilab (1992-1994), a la Universitat de Cambridge (1994-1996, com a membre del grup d'Stephen Hawking), a la Universitat de Pennsilvània (1996-1998), i a Princeton (1998-2000). Ha estat membre de la facultat de Dartmouth d'ençà el 2000 i n'és catedràtic de del 2010. Va ser elegit Fellow de l'American Physical Society el 2008.